# Rockenhausen
Rockenhausen est une ville allemande de Rhénanie-Palatinat  située dans l'arrondissement du Mont-Tonnerre. Elle se trouve sur l'Alsenz, à une trentaine de kilomètres au nord de Kaiserslautern.

## Jumelage
Rockenhausen est jumelée avec la ville de Rognac dans les Bouches-du-Rhône en France.